# Paolo Lancellotti
Paolo Lancellotti, all'anagrafe Gian Paolo Lancellotti (Carpi, 29 agosto 1947 – Correggio, 19 febbraio 2014), è stato un batterista italiano.

## Biografia
Fin da piccolo appassionato di percussioni, a metà degli anni sessanta si fa conoscere nel circuito dei gruppi beat emiliani, tra cui Golden Boys e Orleans; agli inizi del 1969 diviene batterista dei Nomadi, con cui rimane fino al 1990.
Nei Nomadi prende parte ad alcune tra le incisioni più significative, quali il singolo Io vagabondo (che non sono altro) e il disco Album concerto, con Francesco Guccini; è membro del gruppo negli anni settanta, e negli anni ottanta, quando, privi di una etichetta discografica, erano costretti ad autoprodursi. Spesso, nei concerti, si esibiva anche in lunghi assoli di batteria.
All'inizio del 1990, Gian Paolo e Chris Dennis (polistrumentista reclutato dai Nomadi nel settembre 1974) lasciano il gruppo in seguito a delle controversie legali con Beppe Carletti e Augusto Daolio, iniziate nel 1989. Ai due musicisti fu imposto il divieto di utilizzare il marchio Nomadi.
Nel 1990 decide di continuare la propria esperienza musicale fondando un gruppo chiamato GPL Band, dal soprannome con cui era conosciuto; nel 1992, con l'entrata nel gruppo di Dennis, il nome del complesso divenne Sempre Noi, con il quale i due suonavano nelle piazze italiane proponendo, oltre al repertorio dei Nomadi, brani originali.
Lancellotti è stato anche fondatore di una scuola di musica, in cui insegnava a suonare la batteria, e negli ultimi anni di vita aveva anche rifondato la GPL Band, con cui alternava i concerti con i Sempre Noi.
È morto a Correggio all'età di 66 anni, in seguito a un cancro.